# Randy Crawford
Randy Crawford, właśc. Veronica Crawford (ur. 18 lutego 1952 w Macon) – amerykańska wokalistka jazzowa i R&B.
Największe przeboje: „Street Life” nagrane wspólnie z zespołem The Crusaders (1979), „One Day I’ll Fly Away” (1980), „Almaz” (1986), „Knockin’ on Heaven’s Door” (1989 – utwór Boba Dylana) i wykonany wspólnie z Zucchero „Diamante” (1992).

## Nagrody
- 1982 BRIT Awards – Best Female Solo Artist

## Dyskografia

### Albumy studyjne
- 1976 – Everything Must Change
- 1977 – Miss Randy Crawford
- 1979 – Raw Silk
- 1980 – Now We May Begin
- 1981 – Secret Combination
- 1982 – Windsong
- 1983 – Nightline
- 1986 – Abstract Emotions
- 1989 – Rich and Poor
- 1992 – Through the Eyes of Love
- 1993 – Don’t Say It’s Over
- 1995 – Naked and True
- 1997 – Every Kind of Mood: Randy, Randi, Randee
- 2000 – Play Mode (w USA wydany pod tytułem Permanent)
- 2006 – Feeling Good (nagrana wspólnie z Joe Sample)
- 2008 – No Regrets (nagrana wspólnie z Joe Sample)

### Albumy kompilacyjne
- 1982 – Pastel Highway (WB, wydany w Japonii)
- 1984 – Randy Crawford. Greatest Hits (K-Tel, WEA)
- 1985 – The Very Best of Randy Crawford (K-Tel)
- 1987 – The Love Songs (WB, Telestar)
- 1990 – The Collection (WB, Arcade)
- 1991 – The Best of Randy Crawford (WB)
- 1993 – The Very Best of Randy Crawford (WB, Dino)
- 1996 – Best of Randy Crawford (WB)
- 1999 – Hits (WB, WEA)
- 2000 – Love Songs: The Very Best of Randy Crawford (WB)
- 2000 – Best of Randy Crawford and Friends (WEA)
- 2005 – Everything Must Change? Now We May Begin (Wounded Bird Records)
- 2005 – The Ultimate Collection (WB)
- 2011 – The Best of Randy Crawford (Rhino)

### Albumy koncertowe
- 1995 – Live in Zagreb (Crisler Music)
- 2012 – Live (Randy Crawford & Joe Sample)

### Albumy z gościnnym udziałem Randy Crawford
- 1975 – Cannonball Adderley – Big Man: The Legend Of John Henry (Fantasy)
- 1978 – Steve Hackett – Please Don't Touch (Charisma) – nagranie „Hoping Love will Last"
- 1979 – The Crusaders – Street Life (MCA) – oryginalna wersja nagrania "Street Life"
- 1980 – The Competition – Music From The Original Motion Picture Soundtrack (MCA) – nagranie „People Alone” ze ścieżki dźwiękowej do filmu Konkurs
- 1981 – The Soundtrack Music From Burt Reynold's Sharky's Machine (WB) – nowa wersja nagrania „Street Life”
- 1982 – Casino Lights (WB) – nagrania: „Your Precious Love”, „Who’s Right, Whos Wrong”, „Sure Enough”, „Imagine"
- 1984 – Rick Springfield – Hard to Hold (RCA) – nagranie „Taxi Dancing"
- 1986 – Wild Cats – Original Motion Picture Sound Track (WB) – nagranie „Don’t Wanna Be Normal"
- 1989 – Lethal Weapon 2 (Original Motion Picture Soundtrack) (WB) – nagranie „Knockin’ on Heaven’s Door”
- 1991 – Zucchero – Live at Kremlin (Polydor) – nagrania: „Come Il Sole All’improwiso” i „Imagine"
- 1995 – Pressuntos Implicados – La Noche (WEA) – nagranie „Fallen"
- 1997 – Jackie Brown – Music from the Mirramax Motion Picture (Maverick, WB) – nowsza wersja nagrania „Street Life"
- 2006 – Pop-Jazz Volume One (Spring) – nagranie „You Might Need Somebody"

### Single
- 1972 – „Knock on Wood"
- 1976 – „Take It Away From Her (Put It On Me)”
- 1979 – „Endlessly"
- 1979 – „Street Life” (wraz z zespołem The Crusaders)
- 1980 – „Same Old Story (Same Old Song)”
- 1980 – „Last Night at Danceland"
- 1980 – „One Day I’ll Fly Away"
- 1980 – „Tender Falls the Rain"
- 1981 – „People Alone” (temat z filmu Konkurs /The Competition/)
- 1981 – „When I Lose My Way"
- 1981 – „You Might Need Somebody"
- 1981 – „Rainy Night In Georgia"
- 1981 – „Secret Combination"
- 1982 – „One Hello"
- 1982 – „Imagine” (Live)
- 1982 – „Give Peace a Chance” (Live)
- 1982 – „He Reminds Me"
- 1982 – „Look Who’s Lonely Now"
- 1982 – „Your Precious Love” (Live) – (duet z Al Jarreau)
- 1983 – „Nightline"
- 1983 – „Why"
- 1986 – „Higher Than Anyone Can Count"
- 1986 – „Can’t Stand the Pain"
- 1986 – „Almaz"
- 1986 – „Desire"
- 1986 – „Everybody Need a Little Rain” (duet z Gerardem Joliniem)
- 1986 – „Gettin' Away with Murder"
- 1989 – „Knockin’ on Heaven’s Door” (z udziałem Erica Claptona i Davida Sanborna)
- 1988 – „The Best Of Me” (duet z Egil Eldøen)
- 1990 – „Wrap-U-Up"
- 1990 – „I Don’t Feel Much Like Crying"
- 1990 – „Cigarette in the Rain"
- 1991 – „Diamante” (duet z Zucchero)
- 1991 – „Se Io Fossi Un Uomo” (duet z Grazia Di Michele)
- 1992 – „Who’s Crying Now"
- 1992 – „A Lot That You Can Do"
- 1992 – „Shine"
- 1993 – „In My Life"
- 1995 – „Forget Me Nots"
- 1996 – „Give Me the Night"
- 1996 – „Cajun Moon"
- 1997 – „Are You Sure"
- 1998 – „Silence"
- 1998 – „Wishing on a Star"
- 1998 – „Captain Of Her Heart"
- 1998 – „Bye Bye"
- 2000 – „I'll Be Around” (duet z Tiefschwarz)
- 2000 – „Unwounded"
- 2000 – „Merry Go Round"
- 2001 – „Permanent"
- 2006 – „Rio De Janiero Blue” (z Joe Sample)